# Chiesa di San Pietro (Reggio Calabria)
La chiesa di San Pietro a Reggio Calabria, è una chiesa rettoriale, sita in prossimità dell'argine sinistro del torrente Calopinace. Ricade nel territorio della parrocchia di Santa Maria di Loreto. Adiacente a essa sorge la casa circondariale "Panzera" nota anche come "carcere di San Pietro".

## Storia

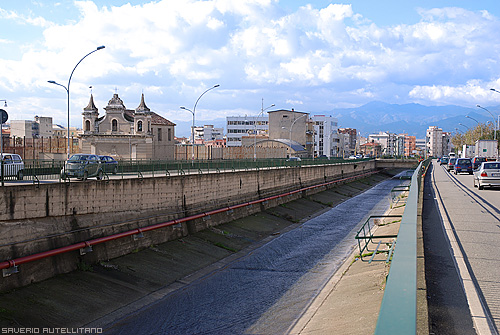
La chiesa di San Pietro in uno scorcio del Calopinace.

La sua edificazione risale al 1853 per volere del sacerdote  Pietro Gagliardi, come si evince da due iscrizioni collocate sul prospetto principale.
La prima si trova sulla fascia della trabeazione:
La seconda, al di sopra del portale:
Intorno al 1925 l'edificio rischiò la totale demolizione quando il suolo e la casa attigua alla chiesa furono espropriati al barone Giuseppe Alampi Gagliardi di Monteleone (morì nel 1926, all'abbattimento del primo albero della sua proprietà) dal genio civile per la costruzione della casa circondariale, ma dal 1945 l'arcivescovado ne assunse il diritto di patronato, poiché i discendenti del barone, sfollati nelle campagne a causa dei pesanti bombardamenti degli alleati, non pensarono a salvaguardarne gli arredi sacri.
La chiesa di San Pietro (assieme alla chiesa della Graziella e alla chiesa di Pepe) è uno dei più antichi edifici religiosi della città: ha resisto all'azione devastante del terremoto del 1908 e agli eventi bellici della seconda guerra mondiale.

## Descrizione
Dalle dimensioni modeste, la chiesa di San Pietro è a navata unica e sorge su un piccolo sagrato.
Il  prospetto principale è composto da un corpo unico, scandito da due alte paraste con capitelli ionici. Le paraste sorreggono un'alta trabeazione su cui è riportata l'iscrizione latina relativa alla committenza.
Il coronamento dell'edificio è costituito da un corpo centrale sopraelevato che ospita una piccola finestra, e che si collega al corpo sottostante attraverso un motivo geometrico a greche. Questo vano è affiancato da due piccole torri campanarie sormontate da guglie che sorreggono i simboli attribuiti a san Pietro secondo la tradizione cristiana: il gallo e le chiavi.
Unico elemento di spicco è costituito dal  portale lapideo: architravato, è caratterizzato dal tipico motivo a festoni (in stile tardo-barocco) che orna la trabeazione. Al di sopra di esso, tra due volute di raccordo, è collocata una lapide con la data di edificazione sormontata da un bassorilievo raffigurante san Pietro.
L'interno, a navata unica, termina con un'abside semicircolare, cui si accede attraverso un arco di trionfo sostenuto da due robusti pilastri. Un'alta trabeazione percorre senza soluzione di continuità tutta la navata e il coro. Quest'ultimo, sopraelevato rispetto al corpo dell'edificio, ospita l'altare marmoreo e una statua del Santo, in cartapesta colorata, di recente manifattura. La navata è inoltre illuminata da sei grandi finestre, tre per lato.
La pavimentazione in terracotta, così come la copertura in muratura, sono frutto del  restauro eseguito tra il 1990 e il 1993, realizzato ad opera del Ministero per i Beni e le Attività Culturali. Prima di questi interventi erano presenti tre altari ottocenteschi di manifattura locale in marmo policromo, e le pareti della navata erano scandite da una serie di affreschi con decorazione geometrica.
Rimangono dell'originario arredo: due motivi decorativi collocati sui pilastri in prossimità dell'abside; un'acquasantiera in pietra del XIX secolo, collocata sulla contro facciata e una ringhiera in ferro battuto su cui sono riportate le lettere "Pg".
Inoltre è stata rinvenuta una cripta, al di sotto del presbiterio che oggi è completamente murata.

## Curiosità
- A cura di un gruppo di fedeli della zona, la chiesa di San Pietro viene aperta una volta all'anno, il 29 giugno, per celebrare la liturgia in onore del santo al quale è intitolata.